# 桜川慈悲成
桜川 慈悲成（さくらがわ じひなり、宝暦12年（1762年）（算出）- 天保4年?（1833年?）・天保10年?（1839年?））は、江戸時代後期の戯作者・落語家。本名は八尾大助（八尾大五郎）。通称は錺屋大五郎。

## 経歴
芝宇田川町の人物。芝で生まれたとされるが確証はない。
杉浦如泉の門下で則久名乗りの金工職人であった。この頃は刀の鞘師または陶商を従事。のちに戯作者の岸田杜芳（桜川杜芳）の門下になり狂歌名を「親の慈悲成」と称した。のち「桜川慈悲成」と改名。
茶道や狂歌を嗜み、文筆だけではなく絵も描くなど多芸多才で知られ、落語にも興味を持った慈悲成は烏亭焉馬の噺の会にも顔を出し、落語の作を残す。焉馬が贔屓の市川団十郎をもじって「立川談洲楼」または「談洲楼焉馬」と称したのに対して「芝楽亭」と称した。焉馬と並んで江戸落語中興の祖と称えられることがある。山の手のあたりの武家で自ら噺の会を主催。演じるのはあまり上手くはなかったとされる。戯作者としては百余種の合巻・黄表紙・噺本を残す。
没年は1833年（天保4年）とも1839年（天保10年）ともいわれる。墓所は三田の済海寺にあったとされるが現存しない。
現行の落語で残されているのは笑話本・『落噺常々草』の一遍である「腹曲馬」は「鉄拐」で『延命養談数』の一遍である「火の玉」は「悋気の火の玉」。
門弟には桜川甚幸、桜川新好、桜川一声らがいた。